# Lanjarón
Lanjarón település Spanyolországban, Andalúzia autonóm közösségben, Granada tartományban, az Alpujarras hegységben. Lanjarón El Pinar, Lecrín, Nigüelas, Dúrcal, Dílar, Capileira, Bubión, Pampaneira, Soportújar, Cáñar, Órgiva és Vélez de Benaudalla községekkel határos. Lakosainak száma 3660 fő (2024).

## Népesség
A település népessége az elmúlt években az alábbi módon változott:
| Lakosok száma | 3751 | 3757 | 3796 | 3897 | 3859 | 3717 | 3587 | 3507 | 3612 | 3660 |
|               | 2001 | 2004 | 2006 | 2009 | 2011 | 2014 | 2016 | 2019 | 2021 | 2024 |